# John Sibthorp
John Sibthorp  (Oxford, 28 de outubro de 1758 — Bath, 8 de fevereiro de 1796) é um botânico britânico.